# José Carreras
Josep Carreras i Coll (n. 5 decembrie 1946, Spania), cunoscut ca José Carreras, este un tenor spaniol de origine catalană. Acesta este unul dintre cei mai proeminenți tenori ai generației sale, datorită vocii sale care în tinerețe avea o puternică rezonanță lirică, fapt ce i-a permis de-a lungul carierei să se remarce în opere scrise de către compozitorii italieni Giuseppe Verdi și Giacomo Puccini (La traviata, Rigoletto, Il trovatore, La boheme, Tosca și Turandot etc.). Cariera sa cuprinde 81 de roluri distincte (Don Jose, Mario Cavaradossi, Rodolfo, Alfredo, Ducele de Mantua, Canio, Turiddu etc.) interpretate pe scenele celor mai prestigioase teatre de operă din lume (La scala, Covent Garden, Metropolitan New York Opera, Opera de Stat din Viena etc.) și numeroase albume de studio înregistrate (Carreras performs Puccini, Carreras sings Donizetti, Bellini, Verdi, Mercadente, Ponchielli, The essential Jose Carreras, Carreras: 50 greatest tracks etc.).
Carreras a dobândit o largă faimă și recunoaștere internațională făcând parte din trioul "The three tenors", alături de tenorii Placido Domingo și Luciano Pavarotti într-o serie de concerte foarte populare în perioada 1990-2003. Cele mai importante concerte "The three tenors" au fost: cel de la Termele lui Caracalla (1990), cel de la Dogdem Stadium (1994), cel de la Champ de Mars (1998) și cel de la Yokohamma (2002). Albumul înregistrat live în 1990 la Caracalla "The three tenors in concert" a câștigat Premiul Grammy pentru cea mai bună interpretare vocală clasică și este cel mai bine vândut album de muzică clasică din toate timpurile.  
De asemenea, acesta este cunoscut pentru eforturile sale umanitare îndreptate spre tratarea bolnavilor de leucemie. Tenorul catalan este fondatorul și președintele Fundației Internaționale Jose Carreras pentru lupta împotriva leucemiei, pe care a fondat-o în 1988 după recuperarea sa miraculoasă de această boală. Interpretul de operă organizează anual gale televizate filmate în orașul german Leipzig, care au drept scop strângerea de fonduri destinate fundației.     

## Repertoriu
Repertoriul lui Jose Carreras este unul foarte variat, de-a lungul carierei sale abordând 81 de roluri. Dintre acestea, cele mai emblematice pentru el sunt cele ale lui Don Jose (din opera Carmen de Georges Bizet) și Mario Cavaradossi (din Tosca de Giacomo Puccini). Rolul lui Don Jose este preferatul tenorului catalan, acesta afirmând la un moment dat "că dacă i s-ar cere vreodată să aleagă dintre rolurile sale unul pe care să-l joace în ultima lui reprezentație de operă acela ar fi cel al lui Don Jose". Bucurându-se de o puternică rezonanță lirică a vocii dar și de un timbru grav, acesta a putut aborda atât roluri lirice cât și dramatice. Cu toate acestea, tenorul catalan s-a remarcat cel mai bine  în operele bel canto ale lui Giuseppe Verdi, Giacomo Puccini sau Vincenzo Bellini. Asemeni prietenului și compatriotului său spaniol, tenorul Placido Domingo, în tinerețea sa Carreras nu și-a impus restricții în cea ce privește repertoriul, astfel că la vârsta de 25 de ani interpretul de operă avea 20 de roluri distincte jucate în opere celebre de mare calitate (Norma, Lucia di Lammermoor, Beatrice di Tenda, La traviata, Rigoletto, La boheme, Tosca, Carmen, etc.). Mai jos sunt prezentate rolurile sale, acestea fiind ordonate în ordine alfabetică:                                                                                                                                         
1. Adriana Lecouvreur (Francesco Cilea): Maurizio
2. Aida (Giuseppe Verdi): Radames
3. Amunt (Joan Altisent): Amunt
4. Andrea Chenier  (Umberto Giordano): Andrea Chenier
5. Beatrice di Tenda (Vincenzo Bellini): Orombello
6. Canco d'amor i de guerra (Rafael Valls): Eloi
7. Carmen (Georges Bizet): Don Jose
8. Caterina Cornaro (Gaetano Donizetti): Gerard
9. Cavalleria Rusticana (Pietro Mascagni): Turiddu
10. Cristobal Colon (Leonardo Balada): Cristobal Colon
11. Der Rosenkavalier (Richard Strauss): Der Rosenkavalier
12. Don Carlos (Giuseppe Verdi): Don Carlos (Jose Carreras a jucat atât în versiunea în 4 acte a operei verdiene cât și în cea în 5 acte)
13. El giravolt (Eduard Toldra): El giravolt de maig
14. El retablo de maese pedro (Manuel de Falla): el retablo
15. Elisabetta, regina d'Inghilterra (Giachino Rossini): comandantul armatei
16. Faust (Charles Gounod): Faust
17. Fedora (Umberto Giordano): Contele Loris Ipanov
18. Herodiade (Jules Massenet): Jean
19. I due foscari (Giuseppe Verdi): Jacopo Foscari
20. I lombardi (Giuseppe Verdi): Arvino
21. Paiațe (Ruggero Leoncavallo): Canio
22. Il corsaro (Giuseppe Verdi): Corrado
23. Il giuramento (Saverio Mercadente): Viscardo di Benevento
24. Il trovatore (Giuseppe Verdi): Manrico
25. Jerusalem (Giuseppe Verdi): Gaston
26. La boheme (Giacomo Puccini): Rodolfo
27. La batagllia di Legnano (Giuseppe Verdi): Arrigo
28. La damoiselle elue (Claude Debussy): tenorul
29. La forza del destino (Giuseppe Verdi)  Don Alvaro
30. La gioconda (Amilcare Ponchielli): Enzo Grimaldo
31. L'africaine (Lloyd Meyerbeer): Vasco da Gama
32. La perichole (Jasques Offenbach): Piquillo
33. La pietra del paragone (Giachino Rossini): Giocondo
34. La juive (Fromental Halevy): Eleazar
35. La tabernera del puerto (Pablo Sorozabal): Leandro
36. La traviata (Giuseppe Verdi): Alfredo
37. La vida breve (Manuel de Falla): Paco
38. Lelio (Hector Berlioz): tenorul
39. L'elisir d'amore (Gaetano Donizetti): Nemorino
40. L'enfant prodique (Claude Debussy): Azael
41. Lou salome (Giuseppe Sinopoli): Mahler Bruckner
42. Lucia di Lammermoor (Gaetano Donizetti): Sir Edgardo de Ravenswood, iubitul Luciei
43. Lucrezia Borgia (Gaetano Donizetti): Gennaro
44. Luisa Miller (Giuseppe Verdi): Rodolfo
45. Macbeth (Giuseppe Verdi): Malcolm
46. Madama Butterfly (Giacomo Puccini): Benjamin Franklin Pikerton
47. Manon Lescaut (Giacomo Puccini): Chevalier Renato des Gieux
48. Maria Stuarda (Gaetano Donizetti): Roberto
49. Maruxa (Amadeo Vives): Antonio
50. Medea (Luigi Cherubini): Jason
51. Mefistofele (Arrigo Boito): Faust
52. Messa di requiem (Wolfgang Amadeus Mozart): tenorul
53. Messa di requiem (Giuseppe Verdi): tenorul
54. Misa di tempore in aevum (Francesco Colluso): tenorul
55. Misa criolla y Navidad nuestra (Giuseppe Ramirez): tenorul
56. Missa de beatificatione (Gaetano Rendez)  : tenorul
57. Nabucco (Giuseppe Verdi): Ismaele
58. Norma (Vincenzo Bellini): Flavio
59. Norma (Vincenzo Bellini): Pollione, proconsul roman în galia
60. Otello (Giachino Rossini): Otello
61. Otello (Giuseppe Verdi): Otello
62. Pedro yel lobo (Serghei Prokofiev): tenorul
63. Petite messe solennelle (Giachino Rossini): tenorul
64. Psalmus hungaricus (Zoltan Kodali): tenorul
65. Rigoletto (Giuseppe Verdi): Ducele de Mantua
66. Roberto Devereux (Gaetano Donizetti): Roberto Devereux, Duce de Sussex
67. Romeo et Juliette (Charles Gounod): Romeo
68. Romanza Final: Julian Gayarre
69. Samson et Dalila (Camille Saint-Saens): Samson
70. Simon Boccanegra (Giuseppe Verdi): Gabriele Adorna
71. Sly (Ermanno Wolf-Ferrari): Sly
72. South Pacific (Richard Rodgers): Locotenent Joseph Cable
73. Stiffelio (Giuseppe Verdi): Stiffelio
74. Te deum (Hector Berlioz): tenorul
75. Thais (Jules Massenet): Nicias
76. Tosca (Giacomo Puccini): Mario Cavaradossi
77. Turandot (Giacomo Puccini): Calaf
78. Un ballo in maschera (Giuseppe Verdi): Regele Gustav al III-lea al Suediei
79. Un giorno di regno (Giuseppe Verdi): ofițerul Edoardo di Sanval
80. Werther (Jules Massenet): Werther
81. West side story (Leonard Bernstein): Toni

## Vocea
În tinerețea sa, vocea lui Jose Carreras era considerată drept una drept una dintre cele mai frumoase voci de tenor. Aceasta a fost descrisă ca fiind una specifică unui tenor liric, având generozitatea în pasaje a unui tenor lirico-lejer, cu timbru nobil, coloratură bogată și rezonanță lirică puternică. Aceste calități au putut fi cel mai bine exemplificate în special în reprezentațiile sale în operele  Tosca (în rolul lui Mario Cavaradossi) și Carmen (în rolul lui Don Jose).
Odată cu înaintarea în vârstă, acesta a început să aibă probleme în atingerea notelor din registrul înalt, fapt ce s-a putut observa în producțiile operelor La forza del destino (în rolul lui Don Alvaro) și Andrea Chenier (în rolul personajului principal cu același nume). Ironia sorții face ca unul dintre idolii săi, tenorul Giuseppe di Stefano, să se asemene cu interpretul de operă, di Stefano întâmpinând de asemeni dificultăți în atingerea notelor înalte. 
Forțarea vocii sale în perioada anilor '80 în opere care nu se pretau cu timbrul lui liric, a dus în timp la căpătarea unui timbru mult mai întunecos și la reducerea ambitusului său vocal. 
Daily Telegraph a scris despre producția operei Andrea Chenier din 1984 de la Covent Garden următoarele: "Trecând fără vreun efort în doar câteva săptămâni de la poetul liric Rodolfo din La boheme la eroicul poet Chenier, arta vocală a tenorului spaniol ne-a impresionat într-un mod foarte plăcut". Despre reprezentația lui din 1985 a operei Andrea Chenier de la Teatro alla Scala (înregistrată pe DVD), Carl Battaglia a scris în Opera News faptul că interpretul catalan de operă a dominat această producție "cu o formidabilă concentrare și un rafiment vocal inteligent care îl face să se adapteze la rolul lui de tenor spinto-dramatic, submânind vocea lui cu rezonanță lirică". De asemeni, Carl H. Hiller a observat că în registrul grav "acesta a emis toate notele așa cum au fost scrise, dând dovadă de o coloratură a vocii foarte bogată, cu nuanțe eroice și dramatice, în timp ce în acut acesta a întâmpinat dificultăți, notele înalte părând să fie produse cu destul de mult efort".  

## Cariera muzicală
Jose Carreras a debutat pe data de 8 ianuarie 1970 la Gran Teatre del Liceu în rolul lui Flavio din Norma de Vincenzo Bellini. În ciuda faptului că acesta era un rol minor, aria pe care a cântat-o a atras atenția sopranei catalane care se afla în rolul principal al operei, Monsterrat Caballe. Aceasta i-a cerut tânărului tenor să joace în rolul lui Gennaro din opera bel canto scrisă de către Gaetano Donizetti, Lucrezia Borgia. Premiera a avut loc de asemeni la Gran Teatre del Liceu pe data de 19 decembrie 1970. Rolul lui Gennaro a reprezentat primul rol important în cariera lui Carreras, pe care de altfel tenorul îl consideră adevăratul său rol de debut. În 1971, interpretul de operă și-a făcut debutul internațional într-o reprezentanție a operei Maria Stuarda de Gaetano Donizetti la Royal Festival Hall, în care Caballe a jucat din nou rolul principal. Soprana catalană a fost esențială în promovarea și afirmarea lui Carreras ca tenor de talie internațională, jucând în peste 15 producții distincte cu acesta (La forza del destino, Beatrice di Tenda, Caterina Cornaro, Lucia di Lammermoor etc.) 
￼În perioada anilor '70, cariera lui Carreras a progresat rapid. În iunie 1971, interpretul de operă a câștigat Premiul I la prestigiosul Festival Voci Verdiane, organizat la Parma, fapt care a condus la debutul lui în Rodolfo din opera verismo La boheme de Giacomo Puccini la Teatro Regio di Parma pe data de 12 ianuarie 1972. Pe parcursul aceluiași an, Carreras a debutat la Metropolitan New York Opera, având rolul lui Pinkerton în Madama Butterfly de Puccini. După această producție, acesta a fost contactat și de alte teatre de operă din America de Nord, jucând la San Francisco Opera  în 1973 ca Rodolfo în La boheme, la Philadelphia Lyric Opera Company în rolul lui Alfredo din La traviata de Giuseppe Verdi în același an și ca Mario Cavaradossi în Tosca de Puccini la Met în 1974. La numai 28 de ani, Carreras avea 25 de roluri distincte jucate în cele mai prestigioase teatre de operă din America de Nord și Europa. 
Pe data de 10 aprilie 1976, Carreras a debutat la Festivalul Internațional de la Salzburg în rolul lui Don Jose din Carmen de Georges Bizet, acesta aflându-se sub bagheta dirijorului Herbert von Karajan. După această reprezentație au urmat numeroase colaborări cu von Karajan, acesta fiind de asemeni și cel care l-a sfătuit pe tenorul catalan să abordeze roluri de tenor spinto-dramatic, în opere de Verdi precum La forza del destino, Aida sau Don Carlos. Mulți critici  consideră că aceste roluri, nepretându-se cu timbrul liric al cântărețului, au dus la îmbătrânirea forțată a vocii sale. (consultați secțiunea legată de vocea lui Carreras) 
De asemeni, interpretul de operă a avut un contract exclusiv cu Philips, înregistrând operele verdiene Il corsaro, I due Foscari, La battaglia di Legnano și Stiffelio. 
În anii '80, tenorul catalan a abordat de asemeni repertoriul non-operatic, jucând în zarzuele, musical-uri și operete. Acesta a înregistrat musical-urile West Side Story (în 1985) și South Pacific (în 1986), alături de soprana Kiri Te Kanawa. 
După recuperarea sa aproape miraculoasă de leucemie, tenorul spaniol a debutat în 1990 în opera Samson et Dalila de Camille Saint-Saens. Apoi, în același an, cântărețul a format alături de tenorii Placido Domingo și Luciano Pavarotti trioul The three tenors, aceștia având un concert rămas celebru organizat la Termele lui Caracalla, cu ocazia Finalei FIFA World Cup 1990. După acest concert, au mai urmat o serie de 37 reprezentații The three tenors organizate în perioada 1990-2003. Cele mai importante concerte au fost: cel de la Termele lui Caracalla (1990), cel de la Dogdem Stadium (1994), cel de Champ de Mars (1998) și cel de la Yokohamma (2002). Albumul înregistrat live în 1990 la Caracalla "The three tenors in concert" a câștigat Premiul Grammy pentru cea mai bună interpretare vocală clasică și este cel mai bine vândut album de muzică clasică din toate timpurile. 
De-a lungul carierei sale ca interpret de operă, Carreras a colaborat cu unele dintre cele mai importante soprane și mezzo-soprane ale vremii, dintre care le vom aminti pe următoarele: Monsterrat Caballe, Renata Scotto, Joan Sutherland, Kiri De Kanawa, Ileana Cotrubaș, Viorica Cortez, Angela Gheorghiu, Katia Ricciarelli etc. De asemeni, tenorul spaniol s-a bucurat și de atenția celor mai virtuoși dirijori ai acelei perioadei, aflându-se adesea sub bagheta lui Herbert von Karajan, Leonard Bernstein, Zubin Mehta, James Levine sau Sir Colin Davis. 
În perioada 1970-2004, Jose Carreras a avut 784 de reprezentații de operă, dintre care 438 au fost data pe scenele celor mai prestigioase teatre de operă din lume (La scala, Covent Garden, Metropolitan New York Opera și Opera de Stat din Viena). 
De asemeni, acesta a înregistrat numeroase albume de studio, dintre care le vom aminti pe următoarele: Carreras: 50 greatest tracks, The essential Jose Carreras, Carreras sings Donizetti, Bellini, Verdi, Mercadente, Ponchielli și Carreras performs Puccini.